# 一般線型群
数学において、一般線型群（いっぱんせんけいぐん、英: general linear group）とは線型空間上の自己同型写像のなす群のこと。あるいは基底を固定することで、正則行列のなす群のことを指すこともある。

## 定義
F を体とする。 F 線型空間 V 上 の一般線型群とは V 上の線型写像全体 End(V) のうち全単射 な写像全体が写像の合成に関してなす群のことをいい、GL(V) または Aut(V) と表す。
あるいは n 次元 F 線型空間 V の基底 B = (v1, …, vn) をひとつ選び固定して、数ベクトル空間 Fn の元 (a1, …, an) と線型空間 V の元 a1v1 + … + anvn とを同一視することによって、 n 次正方行列全体 Mn(F) のうち正則な行列全体が行列の積に関してなす群のことを一般線型群ということも多い。この場合には GLn(F) または GL(n, F) と表す。行列式がゼロでない行列全体と言い換えてもよい。
{\displaystyle \operatorname {GL} (V)=\{\,f\in \operatorname {End} (V)\mid \exists g\in \operatorname {End} (V)\ f\circ g=\operatorname {id} _{V}=g\circ f\,\}}
{\displaystyle {\begin{aligned}\operatorname {GL} _{n}(F)&=\{\,A\in \operatorname {M} _{n}(F)\mid \exists B\in \operatorname {M} _{n}(F)\ AB=I_{n}=BA\,\}\\&=\{\,A\in \operatorname {M} _{n}(F)\mid \det A\neq 0\,\}\end{aligned}}}
どちらの定義も同じ対象を定めていると思ってよい。実際、n 次元 F 線型空間 V 上の一般線型群 GL(V) と n 次正則行列全体 GLn(F)
との間には次で定まる同型写像がある。
{\displaystyle \operatorname {GL} (V)\to \operatorname {GL} _{n}(F),\ f\mapsto A=(a_{ij})}
{\displaystyle f(v_{i})=\sum _{j=1}^{n}a_{ji}v_{j}}

## 例

### GL2(C)
複素数体 C 上の2次正則行列全体 GL2(C) は次のように表せる。
{\displaystyle \operatorname {GL} _{2}(\mathbb {C} )=\left\{\,{\begin{bmatrix}a&b\\c&d\end{bmatrix}}\in \operatorname {M} _{2}(\mathbb {C} )\mid ad-bc\neq 0\,\right\}}

### GL2(F2)
二元体 F2 = Z/2Z 上の 2 次正則行列全体 GL2(F2) は 3 次対称群と同型で次の 6 つの行列からなる。
{\displaystyle \operatorname {GL} _{2}(\mathbb {F} _{2})=\left\{{\begin{bmatrix}1&0\\0&1\end{bmatrix}},\ {\begin{bmatrix}0&1\\1&0\end{bmatrix}},\ {\begin{bmatrix}0&1\\1&1\end{bmatrix}},\ {\begin{bmatrix}1&0\\1&1\end{bmatrix}},\ {\begin{bmatrix}1&1\\0&1\end{bmatrix}},\ {\begin{bmatrix}1&1\\1&0\end{bmatrix}}\right\}}

## 性質

### 有限一般線型群の位数
q元体 Fq 上の一般線型群 GLn(Fq) の位数は次のように表せる。
{\displaystyle \vert \operatorname {GL} _{n}(\mathbb {F} _{q})\vert =(q^{n}-1)(q^{n}-q)\dotsm (q^{n}-q^{n-1})=q^{n(n-1)/2}\prod _{m=1}^{n}(q^{m}-1)}
特に、主対角成分がすべて 1 の上あるいは下三角行列からなる部分群 U は位数 qn(n − 1)/2 なので有限体の位数 q を割り切る素数 p に関するSylow部分群である。

### Bruhat分解
一般線型群はBruhat分解される。つまり B をBorel部分群（上あるいは下三角行列からなる部分群）、W をWeyl群（置換行列からなる部分群）としたとき一般線型群 G = GLn(F) は両側剰余類として
{\displaystyle G=BWB=\coprod _{w\in W}BwB}
と分解される。

### BNペア
一般線型群はBNペアを持つ。G の対角行列からなる部分群 T の G における正規化群を N = NG(T) とおけば、N は単項行列からなる部分群で (B, N) はBNペアをなす。

### 注
1. ↑  F としては有理数 Q、実数 R、複素数 C などを例に考えればよい。
2. ↑  V 上の自己準同型写像 (endomorphism) の意。
3. ↑  V 上の自己同型写像 (automorphism) の意。
4. ↑  U の元 u は冪単（英語版） (unipotent) ―つまり 1 − u がべき零行列―なので慣習的に U を使う。
5. ↑  Torusの意。